# Архестрат
Архестра́т (дав.-гр. Ἀρχέστρατος), Архестрат Сицилійський — давньогрецький поет IV сторіччя до н. е.
Народився у Гелі.
Вчителем Архестрата називають Терпсіона, автора поеми «Гастрологія».
Архестрат відомий насамперед своєю «гастрономічною» поемою, укладеною гекзаметром, від якою збереглося лише 334 вірші. Оригінальна назва поеми невідома, пізніше вона була відома під назвами «Гастрологія» (можливо, за аналогією із твором Терпсіона), «Гастрономія», «Деїпнологія» або ж «Гедипатія» (тобто «мистецтво насолоджуватися життям»).
Латиною поема Архестрата була перекладена Еннієм, але цей переклад не зберігся.